# Madonna col Bambino tra i santi Giovanni Battista e Paolo
La Madonna col Bambino tra i santi Giovanni Battista e Paolo è un dipinto olio su tavola di Cima da Conegliano, conservato alle Gallerie dell'Accademia a Venezia.

## Descrizione
Questo dipinto raffigura al centro la Madonna col Bambino, sulla sinistra San Giovanni Battista con la croce, sulla destra San Paolo con il libro.